# 膝カックン
膝カックン（ひざカックン）とは、膝の部分に衝撃を加えることにより、相手の体勢を崩す悪戯のことである。

## 概要
子供が行う悪戯の1つ。膝折れを意図的に行うものであるが、相手を転倒させ、大怪我を招くおそれもある。